# Sender Harz-West
Der Sender Harz-West ist ein Grundnetzsender des Norddeutschen Rundfunks (NDR) bei Torfhaus im Oberharz.
Die vom NDR auch als Sender Torfhaus bezeichnete Anlage dient der Verbreitung der NDR-Hörfunkprogramme auf Ultrakurzwelle sowie des digitalen Fernsehens (ARD Digital sowie ARD regional) im Standard DVB-T2 HD.  Das digitale ZDF-Bouquet (früher ZDFmobil) ist über den Sender Brocken zu empfangen.
freenet TV, die kostenpflichtige DVB-T2-HD-Plattform von Media Broadcast, wird von den Sendern in Torfhaus und auf dem Brocken nicht ausgestrahlt.

## Geographische Lage
Der Sendemast westlich der Bundesstraße 4 in unmittelbarer Nachbarschaft der DJH-Jugendherberge Torfhaus steht auf der Südkuppe (821 m ü. NN) der Lerchenköpfe, eines zweikuppigen Höhenzuges. Auf der Nordkuppe befindet sich der Sender Torfhaus der DFMG.

## Beschreibung und Geschichte der Sendeanlage
Im Zuge des Aufbaus eines Fernseh-Sendernetzes in Deutschland nahm der Nordwestdeutsche  Rundfunk (NWDR) für die Ausstrahlung des damals einzigen Fernsehprogrammes (heute Das Erste) am 15. November 1954 in Torfhaus einen Fernsehumsetzer mit einer Leistung von 40 W in Betrieb. Als Antennenträger diente ein 40 m hoher Rohrmast. Dieser Mast wurde bereits am 19. Dezember 1955 wieder außer Betrieb genommen, nach Wuppertal umgesetzt und diente anschließend dort als Umsetzer.
Als Geburtsstunde des Senders Harz-West gilt der 20. Dezember 1955, als der neue 200 m hohe Rohrmast mit einem Durchmesser von 2 m offiziell in Betrieb ging, der neben dem Fernsehprogramm auch zwei UKW-Hörfunkprogramme abstrahlte. Die Antennen waren an einem Gittermastaufsatz von rund 50 m befestigt, womit sich eine Gesamthöhe von rund 250 m ergab. Die drei Sendeanlagen fanden in den noch heute genutzten Gebäuden Platz. Die UKW-Hörfunkprogramme des neu gegründeten Norddeutschen Rundfunks konnten erst ab September 1956 abgestrahlt werden, da beim Aufbau des Senders die bereits am Sendemast montierten Antennen durch Eisansatz zerstört worden waren. Im Dezember des gleichen Jahres 1956 wurde zusammen mit einem dritten Hörfunksender, welcher die Verbreitung des dritten NDR-Hörfunkprogrammes ermöglichte, auch ein Schutzzylinder installiert, der die kombinierten Antennen für Hörfunk (UKW) und Fernsehen (VHF) gegen Eisschlag schützen sollte. In den folgenden Jahren diente der Sender Harz-West des Öfteren für Versuchssendungen:
- Im Jahr 1961 als Standort für Versuchsendungen der damaligen Bundespost mit einem Bild- und Tonsender im UHF-Bereich.
- Im Jahr 1964 für erste Farbfernseh-Versuchssendungen in den Morgenstunden

Im Jahr 1967 wurde auf dem Rohrmast eine zweite VHF-Fernsehantenne montiert, wodurch die Höhe des Sendemastes auf 278,5 m stieg. Die erste, bereits 1955 montierte, Sendeantenne diente nun als Reserveantenne und wurde erst im Oktober 1999 abgebaut. In den folgenden Jahren wurden die Sendeanlagen und -geräte jeweils auf den aktuellen Stand der Technik gehalten und entsprechend erneuert, ausgetauscht und erweitert. Mit erneuerten Antennen stieg 1990 die Gesamthöhe des Mastes auf 279,5 m. Im Jahr 2014 wurde der Sendemast auf 235 m gekürzt, da sich durch den Bau eines neuen touristischen Ressorts eine Gefahr durch herabfallende Eisbrocken ergab. Hierzu wurde der 50 Meter hohe Gittermastaufsatz entfernt, wodurch eine komplette Abspannebene eingespart werden konnte. Die Umbauten fanden von April bis Oktober 2014 statt. Derzeit werden von dem Sendemast vier Hörfunkprogramme des NDR über die UKW-Antennen sowie über eine zusätzlich montierte UHF-Antenne im Standard DVB-T2 HD die beiden DVB-T-Programmpakete ARD Digital und ARD regional ausgestrahlt.
Neben seiner Funktion als Sendeanlage dient der Standort Harz-West auch zur Steuerung und -überwachung für mittlerweile alle in Niedersachsen befindlichen Sendeanlagen des Norddeutschen Rundfunks. Zuvor hatte er diese Aufgabe seit 1972 für alle Sendeanlagen des NDR im Bereich Ost-Niedersachsen (ON) inne. Im Jahr 1998 übernahm er schließlich die Aufgaben der bis dahin für die Sendeanlagen im Bereich West-Niedersachsen (WN) zuständigen Sendersteuerung und -überwachungsanlage am Sender Steinkimmen. Seit 2017 findet die gesamte Steuerung und Überwachung am Senderstandort Hamburg Billwerder-Moorfleet zentral statt. 
Zusätzlich ist an dem Sendemast die Antenne einer Amateurfunk-Relaisstation im 70-Zentimeter-Band (Rufzeichen DB0HW) angebracht, die weite Gebiete der umliegenden Bundesländer abdeckt.

## Sendegebiet

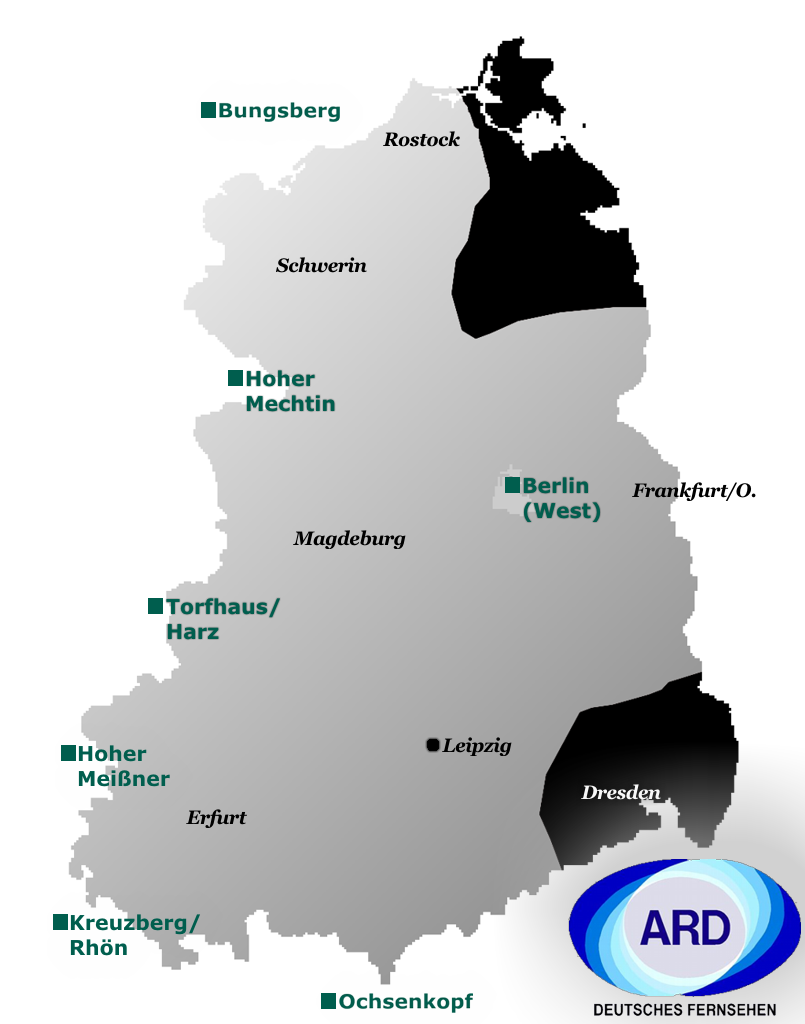
Grobe Darstellung der ARD-Reichweite in das Gebiet der DDR mit Senderstandorten

Historisch gesehen ist die Lage des Senders Harz-West in Bezug auf die jahrzehntelange Teilung Deutschlands als äußerst günstig für die Versorgung der ehemaligen DDR mit dem 1. Fernsehprogramm (heute Das Erste) sowie den NDR-Hörfunkprogrammen zu sehen und stellte vermutlich auch ein nicht unerhebliches Entscheidungskriterium bei der Auswahl genau dieses Standortes dar. Die technische Reichweite in der ehemaligen DDR war aufgrund der unmittelbaren Nähe zur innerdeutschen Grenze, welche nur wenige Kilometer (2–3 km) östlich verlief (heute Landesgrenze zu Sachsen-Anhalt), und der Rundstrahlcharakteristik der verwendeten Sendeantennen vergleichsweise groß. In nördlicher bis östlicher Richtung diente er bis zu jener Grenze als Bezugssender, an welcher die Sender Hamburg Billwerder-Moorfleet, Sender Dannenberg/Zernien oder der Sender Scholzplatz des SFB in Berlin eine bessere Empfangsmöglichkeit boten. Somit lagen in dieser Richtung die Ballungsgebiete um Magdeburg, Halle (Saale) und Leipzig im Versorgungsbereich des Senders Harz-West. In südöstlicher Richtung wurde die Reichweite lediglich durch das Versorgungsgebiet des Senders Dresden-Wachwitz begrenzt, welcher auf dem gleichen VHF-Kanal 10 des ARD-Fernsehprogrammes das erste Programm des Fernsehens der DDR ausstrahlte. Somit fand die Umdeutung der Abkürzung ARD = „Außer Raum Dresden“ in Bezug auf den Fernsehsender Harz-West durchaus ihre Berechtigung. In südlicher Richtung schloss das Versorgungsgebiet an die Bereiche des Senders Hoher Meißner des Hessischen Rundfunks sowie der beiden Sender Kreuzberg und Ochsenkopf des Bayerischen Rundfunks an.
Für allgemein gebräuchliche Antennenanlagen besitzt der Sender Harz-West auch in heutiger Zeit eine vergleichsweise sehr große Reichweite von nahezu 150 km bis 200 km für die UKW-Hörfunkprogramme und dies rund um den Senderstandort, was einen entscheidenden Unterschied zu topographisch ähnlich positionierten Senderstandorten am Alpenrand darstellt. Das Versorgungsgebiet reicht somit von der Lüneburger Heide über die Altmark, die Ballungsräume Magdeburg und Halle/Leipzig, dem Thüringer Wald, die Rhön, das Waldecker Land bei Kassel bis in den Teutoburger Wald und das Gebiet um Nienburg/Weser.

## Frequenzen und Programme
Beim Antennendiagramm ist im Falle gerichteter Strahlung die Hauptstrahlrichtung in Grad angegeben. Seit dem 11. November 2024 sendet der Funkturm Harz-West auch ein DAB+Signal vom Kanal 6C (NDR NDS BS) mit NDR-Programmen.

### Analoger Hörfunk (UKW)
Vier UKW-Hörfunkprogramme werden ausgestrahlt:
| Frequenz (MHz) | Programm            | RDS-PS            | RDS-PI                | Regionalisierung | ERP (kW) | Antennendiagramm rund (ND)/ gerichtet (D) | Polarisation horizontal (H)/ vertikal (V) |
| -------------- | ------------------- | ----------------- | --------------------- | ---------------- | -------- | ----------------------------------------- | ----------------------------------------- |
| 89,9           | NDR Kultur          | NDR_Kult          | D383                  | −                | 100      | ND                                        | H                                         |
| 92,1           | NDR 2               | _NDR_2__          | D882 (regional), D382 | Niedersachsen    | 100      | ND                                        | H                                         |
| 98,0           | NDR 1 Niedersachsen | NDR_1_BS NDR1_NDS | D881 (regional), D381 | Braunschweig     | 100      | ND                                        | H                                         |
| 99,5           | NDR Info            | NDR_Info          | D384                  | Niedersachsen    | 50       | D (300-0°)                                | H                                         |

### Digitales Radio (DAB / DAB+)
Das Digitalradio (DAB+) wird in vertikaler Polarisation und im Gleichwellenbetrieb mit anderen Sendern ausgestrahlt. 
| Block                    | Programme (Datendienste) | ERP (kW) | Antennen- diagramm rund (ND), gerichtet (D) | Polarisation horizontal (H)/ vertikal (V) | Gleichwellennetz (SFN) |
| ------------------------ | --- | -------- | ------------------------------------------- | ----------------------------------------- | --- |
| 6C NDR NDS BS (D__00291) | DAB+ Block des Norddeutschen Rundfunks: - NDR 1 NDS BS (Braunschweig) (104 kbps) - NDR 2 NDS (104 kbps) - NDR Kultur (104 kbps) - NDR Info NDS (104 kbps) - N-Joy (104 kbps) - NDR Blue (104 kbps) - NDR Schlager (104 kbps) - NDR Info Spezial (104 kbps) - NDR BWS (16 kbps) - ARD TPEG (16 kbps) | 10       | D                                           | V                                         | Bad Sachsa (Ravensberg), Braunlage (Hohegeiss), Braunschweig (Drachenberg), Einbeck (Fuchshöhlenberg), Göttingen (Bovenden), Göttingen (Nikolausberg), Goslar (Sudmerberg), Hann. Münden/Tannenkamp, Holzminden-Neuhaus, Lügde-Rischenau (Köterberg), Salzgitter/Klein Flöthe, Staufenberg-Sichelnstein, Torfhaus, Uelzen, Wolfsburg (Klieversberg) (R) |

### Digitales Fernsehen (DVB-T / DVB-T2)
Die Umstellung des Senders Harz-West auf den DVB-T2-Standard mit HEVC Bildcodierung erfolgte am 29. März 2017. Optional lassen sich zusätzliche als Verknüpfung enthaltene Programme über eine Internetverbindung wiedergeben, falls das Empfangsgerät HbbTV (ab Version 1.5) unterstützt (NDR via IP: ARD-alpha HD, rbb Brandenburg HD, SR Fernsehen HD, SWR BW HD, …).
Folgende DVB-T2-Bouquets werden übertragen:
| Kanal | Frequenz (MHz) | Multiplex                        | Programme im Multiplex | ERP (kW) | Antennen- diagramm rund (ND)/ gerichtet (D) | Polarisation horizontal (H)/ vertikal (V) | SFN mit |
| ----- | -------------- | -------------------------------- | --- | -------- | ------------------------------------------- | ----------------------------------------- | --- |
| 23    | 490            | ARD Digital (NDR)                | - Das Erste HD - phoenix HD - arte HD - tagesschau24 HD - one HD Radio: - NDR Blue - NDR Info Spezial - NDR Kultur - NDR Schlager | 32       | D (160-50°)                                 | V                                         | Alfeld (Reuberg), Braunlage (Hütteberg), Braunschweig-Broitzem, Braunschweig-Innenstadt, Göttingen (Espol-Solling), Göttingen-Hetjershausen, Hannover (Telemax), Hannover-Hemmingen, Hildesheim (Sibbesse), Torfhaus (Harz-West) |
| 40    | 626            | ARD regional (NDR) Niedersachsen | - NDR Fernsehen HD (Niedersachsen) - WDR Fernsehen (Köln) HD - hr-Fernsehen HD - NDR FS HD (HH) - mdr Fernsehen (Sachsen-Anhalt) HD - NDR FS HD (MV) - BR Fernsehen Süd HD - NDR FS HD (SH) Radio: - N-Joy - NDR 1 NDS HAN - NDR 2 - NDR Info | 32       | D (160-50°)                                 | V                                         | Alfeld (Reuberg), Braunlage (Hütteberg), Braunschweig-Broitzem, Braunschweig-Innenstadt, Göttingen (Espol-Solling), Göttingen-Hetjershausen, Hannover (Telemax), Hannover-Hemmingen, Hildesheim (Sibbesse), Torfhaus (Harz-West) |

 Empfangsparameter 
| Verwendet von (HD-Programme pro Mux)   | Modulations- verfahren | Coderate | FFT-Modus    | Guard- intervall | Pilottöne       | Datenrate [Mbit/s] |
| -------------------------------------- | ---------------------- | -------- | ------------ | ---------------- | --------------- | ------------------ |
| ARD Digital (NDR) (5) NDR regional (5) | 64-QAM                 | 1/2      | 16k extended | 19/128           | Pilot Pattern 2 | 18,2               |

### Analoges Fernsehen (PAL)
Bis zur Umstellung auf DVB-T am 9. Oktober 2007 diente der Sender Harz-West als analoger Grundnetzsender (PAL) für das Erste.
| Kanal | Frequenz (MHz) | Programm        | ERP (kW) | Antennendiagramm rund (ND)/ gerichtet (D) | Polarisation horizontal (H)/ vertikal (V) |
| ----- | -------------- | --------------- | -------- | ----------------------------------------- | ----------------------------------------- |
| 10    | 210,25         | Das Erste (NDR) | 100      | ND                                        | H                                         |